# Az algíri csata (film)
Az Algériai csata (olaszul La battaglia di Algeri) egy 1966-os fekete-fehér politikai film, amelyet Gillo Pontecorvo rendezett.
A film 1954-1962 között játszódik, az algériai háború egyes történéseit tényszerűen bemutatva.

## Lásd még
- Algériai háború